# Citrullus rehmii
Citrullus rehmii là một loài thực vật có hoa trong họ Cucurbitaceae. Loài này được De Winter mô tả khoa học đầu tiên năm 1990.